# Quỷ đả quỷ II
Quỷ đả quỷ II hay Cương thi vật cương thi II là một bộ phim kinh dị hài võ thuật Hồng Kông năm 1990 được sản xuất, chỉ đạo võ thuật, và đóng vai chính bởi Hồng Kim Bảo. Đây là phần tiếp theo của phim Quỷ đả quỷ. Bộ phim được sản xuất bởi công ty sản xuất của Hồng Kim Bảo, Bojon Films Company Ltd. Nó được phát hành dưới tên Spooky Encounters 2 ở Mỹ. Tên tiếng Trung của bộ phim được dịch theo nghĩa đen là "Ghost Bites Ghost".

## Nội dung
Mở đầu phim anh béo Bảo và cô người yêu Chu Trân đang bị dân làng truy đuổi. Cửu thúc bảo bọn họ trốn vào nhà xác. Nửa đêm hai ma cương thi một nam, một nữ sống dậy và tấn công bọn họ… nhưng hóa ra đó chỉ là giấc mơ của Bảo. Ngoài đời, Bảo là đồ đệ của Cửu thúc, sư huynh của Tiểu Hải. Bảo và Trân yêu nhau nhưng cha của Trân là ông Chu chê Bảo nghèo nàn, trong khi tên vô lại giàu có Sử lại đang quấy rối Trân.
Bảo, Hải và Cửu thúc đến quán ăn nhà họ Chu. Sử tìm cách hạ nhục Bảo, Bảo bèn thách đấu với hắn. Sư phụ của Sử là Tà đạo sĩ biết nhiều phép thuật đen tối, lão ta làm phép để một con khỉ điều khiển Sử, Sử trở nên nhanh nhẹn trong lúc đánh nhau và có phần lấn lướt Bảo. Sau đó, Hải phát hiện Tà đạo sĩ làm phép bèn dùng một con chó đuổi con khỉ đi. Sử mất phép điều khiển liền bị Bảo đánh tơi bời. Nhưng ông Chu bênh vực Sử, đồng thời thách cưới Bảo một số tiền lớn.
Bảo được bạn bè giúp đỡ mở quán cháo, nhưng ngày mở hàng ế ẩm, mãi đến đêm khuya mới có một cô gái áo trắng đến mua cháo. Sau khi cô gái rời đi, Bảo phát hiện tiền cô ta đưa đã biến thành vàng mã, Bảo liền đuổi theo.
Ma nữ đó tên là Tiểu Hồng, vì muốn chăm sóc người mẹ mù lòa nên vẫn giả làm người sống. Mẹ Hồng cũng không hề hay biết Hồng đã chết. Bảo dùng cành liễu đánh thu phục Hồng, nhưng sau khi nghe cô cầu xin, Bảo động lòng đồng ý giúp cô. Hải sau khi biết chuyện bèn thuyết phục Hồng giúp Bảo kiếm tiền và trừng trị Sử.
Hồng biến thành Trân theo Sử về nhà hắn tìm cách trộm mấy món đồ quý giá cho Bảo. Nhưng Hồng không ngờ Tà đạo sĩ đã sớm nhìn ra cô và đưa cho Sử một lá bùa. Sử dán lá bùa ép Hồng hiện nguyên hình. Bảo và Hải lao vào cứu Hồng, Cửu thúc cũng xuất hiện. Sử tố cáo Hồng là ma, ép Cửu thúc tiêu diệt Hồng. Hồng chạy về nhà, Cửu thúc đuổi theo. Cửu thúc cho mẹ Hồng biết sự thật Hồng là ma khiến mẹ Hồng đau khổ còn Hồng thì oán hận. Hồng đánh nhau với Cửu thúc khiến cô suýt bị tiêu diệt. Bảo và Hải nhiều lần ngăn cản Cửu thúc không được, Bảo đánh Cửu thúc một quyền khiến Cửu thúc giận dữ bỏ về. Nhưng sau đó, Cửu thúc cũng thừa nhận mình sai, ông đón mẹ con Hồng về nhà mình chăm sóc.
Tà đạo sĩ làm phép cho hai cái xác khô chứa đầy gián tấn công Bảo lúc nửa đêm, Bảo sợ quá đến nỗi hồn xuất khỏi cơ thể. Tà đạo sĩ nhốt hồn của Bảo trong một con lợn, còn người Bảo mất hồn trở nên ngớ ngẩn. Cửu thúc bảo Hồng nhập vào người Bảo, còn ông và Hải đi tìm hồn của Bảo.
Tà đạo sĩ nhân lúc Cửu thúc đi vắng liền lẻn vào nhà ông. Hồng trong thân xác Bảo đánh nhau với Tà đạo sĩ. Mấy lần Hồng bị đẩy ra lại tiếp tục nhập vào. Tà đạo sĩ dùng sên ném lên người Bảo để Hồng không nhập vào Bảo được nữa. Lão ta định tiêu diệt Hồng thì Cửu thúc về kịp thời ngăn cản. Cửu thúc cũng mang được hồn về trả lại cho Bảo.
Tà đạo sĩ sau khi bỏ về nhà lại làm thuốc từ trứng ếch cho ông Chu uống để ông trúng tà đi tấn công Bảo. Bảo bị ông Chu cầm dao chém, anh chỉ có thể kêu cứu trong khi Cửu thúc đang bận rộn chữa trị cho Hồng. Cuối cùng, Cửu thúc khống chế được ông Chu, nhưng cần có thuốc giải nếu không ông Chu sẽ chết.
Ba thầy trò Cửu thúc tìm đến hang ổ của Tà đạo sĩ. Lão ta đã cho Sử uống thuốc giải để ép Cửu thúc mổ bụng hắn lấy thuốc. Tà đạo sĩ điều khiển các xác ướp và người rắn ra đánh nhau với ba thầy trò Cửu thúc. Cuối cùng Cửu thúc thiêu cháy Tà đạo sĩ, giết chết lão ta. Thuốc giải đã tan trong bụng Sử, Cửu thúc bảo thiến tinh hoàn hắn cho ông Chu mút cũng giải được độc. Sử bèn đề nghị mút trước xong hãy thiến.

## Diễn viên
- Hồng Kim Bảo trong vai Bảo[3]
- Lâm Chánh Anh trong vai Cửu thúc - sư phụ của Bảo và Hải
- Mạnh Hải trong vai Tiểu Hải
- Diệp Vinh Tổ trong vai Ông Chu
- Cung Từ Ân trong vai Chu Trân - người yêu của Bảo
- Vương Văn Quân trong vai Tiểu Hồng
- Đàm Thiến Hồng trong vai Mẹ của Hồng
- Lâm Mẫn Thông trong vai Sử
- Hoàng Hà trong vai Tà đạo sĩ
- Trâu Triệu Long trong vai Người rắn

## Doanh thu phòng vé
Quỷ đả quỷ II đã thu về 13,581,385 đôla Hồng Kông tại phòng vé Hồng Kông.

## Truyền thông gia đình
| Ngày phát hành      | Quốc gia | Phân loại      | Nhà xuất bản   | Định dạng | Ngôn ngữ         | Phụ đề    | Ghi chú | Tham khảo |
| ------------------- | -------- | -------------- | -------------- | --------- | ---------------- | --------- | ------- | --------- |
| 19 tháng 6 năm 1998 | Hoa Kỳ   | không xác định | Video Tai Seng | NTSC      | Tiếng Quảng Đông | Tiếng Anh |         | [ 5 ]     |

### Đĩa DVD
| Ngày phát hành     | Quốc gia | Phân loại      | Nhà xuất bản | Định dạng | Khu vực | Ngôn ngữ         | Âm thanh       | Phụ đề     | Ghi chú                                                             | Tham khảo |
| ------------------ | -------- | -------------- | ------------ | --------- | ------- | ---------------- | -------------- | ---------- | ------------------------------------------------------------------- | --------- |
| 3 tháng 2 năm 2005 | Pháp     | không xác định | Video HK     | PAL       | 2       | Tiếng Quảng Đông | không xác định | Tiếng Pháp | Bộ hộp bao gồm Quỷ đả quỷ 1 & 2 dưới tên tiếng Trung Exorcist 1 & 2 | [ 6 ]     |